# Cantuaria wanganuiensis
Cantuaria wanganuiensis är en spindelart som först beskrevs av Todd 1945.  Cantuaria wanganuiensis ingår i släktet Cantuaria och familjen Idiopidae. Inga underarter finns listade.